# Iran Fara Bourse
Iran Fara Bourse Co. ( IFB ), également connu sous le nom Farabourse, est un marché de gré à gré des valeurs mobilières et les autres instruments financiers à Téhéran, l'Iran qui opère sous surveillance officielle de SEO (Securities and Exchange Organisation).